# よい国つくろう!日本志民会議
よい国つくろう!日本志民会議（よいくにつくろう!にっぽんしみんかいぎ）は、日本の保守系政治団体。東京都渋谷区に事務所を置いていた。
2011年に発展的解消し、「日本を創新する会」が発足している。

## 概要
前身は、2009年（平成21年）3月15日に、上甲晃・志ネットワーク青年塾主宰が、神奈川県箱根町に550人（主催者発表）を集めて開いた「日本、この手で何とかする」と題する政治集会である。その後、同年7月17日の第2回目会合を経て、同年10月31日に「よい国つくろう!日本志民会議」と称する政治団体を設立した。
その組織は、理念に賛同した一般市民（「志民」と称する。）が参加する「志民運動本部」と、地方公共団体の首長および首長経験者を主体とする政治家たちが政治委員となる「政治委員会」から構成される。2010年4月現在、現職国会議員は参加していない。
2010年（平成22年）4月、同会議を母体とする新党を結成し、同年夏に実施される予定の第22回参議院議員通常選挙に立候補者を擁立する方針であると報じられた。同年4月18日、杉並区長山田宏ら政治委員会の構成員を中心とした新党日本創新党の結党を発表した。

## 組織・構成員
同会議の主な組織とメンバーは以下の通り。
- 代表者：上甲晃（有限会社志ネットワーク代表、志ネットワーク青年塾主宰）

志民運動本部
- 本部長：上甲晃

政治委員会
- 委員長：山田宏（元・東京都杉並区長）
- 副委員長：中村時広（愛媛県松山市長）
- 幹事長：中田宏（元・神奈川県横浜市長）
- 政策部会長：齋藤弘（元・山形県知事）
- 政治委員：遠藤三紀夫（元・神奈川県座間市長）、片岡聡一（岡山県総社市長）、小村和年（元・広島県呉市長）、佐藤克男（元・北海道森町長）、澤井宏文（大阪府松原市長）、清水勇人（埼玉県さいたま市長）、鈴木康友（元・静岡県浜松市長）、高橋克法（元・栃木県高根沢町長）、高谷茂男（元・岡山県岡山市長）、辻宏康（大阪府和泉市長）、福原慎太郎（元島根県益田市長）、前田一男（元北海道松前町長）、森雅志（元富山県富山市長）、湯田芳博（福島県元南会津町長）

## 政治思想
よい国つくろう!日本志民会議が、その政治理念をまとめた「志民憲章」（2009年（平成21年）10月31日策定）の内容は以下の通り。
- 一　私たちは、これから人類が遭遇する様々な困難を先頭に立って解決するため、自らの創造力と実行力をもって「世界をリードする夢の幸（さきわ）う国・日本」を創る。
- 一　私たちは、国民の自立心と公共心に支えられ、すべての人が誇りをもって自らの天分を活かすことのできる社会をめざし、「税金の安い活力あふれる国・日本」を創る。
- 一　私たちは、人と自然が調和した生き方を大切にし、いのちの尊重と多様性を重視した、美しく豊かな国土づくりを進め、「いのちの大国・日本」を創る。
- 一　私たちは、わが国の歴史・伝統・文化を尊び、自らの国は自らの手で守り、幾久しく世界の平和と繁栄を築くため、「自由」「責任」「相互尊重」を基調とする「信頼される外交国家・日本」を創る。
- 一　私たちは、本物の政治とは、“国家の命運を拓き、国民の幸福を実現するための、国民の手による崇高な国家経営”であるべきと考え、その実現のため、現在の国民の衆知を集めるだけでなく、過去や将来の衆知をも集め、「真の民主主義の栄える国・日本」を創る。